# Anacropora forbesi
Espèce
Statut de conservation UICN

 LC  : Préoccupation mineure
Statut CITES
Anacropora forbesi est une espèce de coraux appartenant à la famille des Acroporidae.